# Hespérie mauresque
Muschampia leuzeae
Espèce
L’Hespérie mauresque (Muschampia leuzeae) est une espèce d'insectes lépidoptères (papillons) qui appartient à la famille des Hesperiidae, à la sous-famille des Pyrginae et au genre Muschampia.

## Taxonomie
Muschampia leuzeae a été décrit par Charles Oberthür en 1881 sous le nom initial de Syrichthus leuzeae.

### Noms vernaculaires
L'Hespérie mauresque se nomme Algerian Grizzled Skipper en anglais.

## Description
L'Hespérie mauresque est un petit papillon au dessus de couleur gris vert, avec une bordure blanche entrecoupée au bord externe. L'ornementation consiste en une ligne submarginale de points blancs et des taches blanches en alignées.
Le revers est gris très clair avec la même ornementation blanche.

## Biologie

### Période de vol et hivernation
L'Hespérie mauresque vole en une génération entre mi-mai et fin juillet.

### Plantes hôtes
Les plantes hôtes de sa chenille sont des Phlomis.

## Écologie et distribution
L'Hespérie mauresque est présente en Algérie,.

### Biotope
L'Hespérie mauresque réside dans les prairies sèches fleuries.

### Protection
Pas de statut de protection particulier.